# 三谷石舟古墳
三谷石舟古墳（みたにいしふねこふん）は、香川県高松市三谷町にある古墳。形状は前方後円墳。高松市指定史跡に指定されている。

## 概要
高松市街地から南方、高松平野南部の尾根上に位置する古墳である。古墳北側には溜め池（石舟池）が隣接する。
墳形は前方後円形で、前方部を南西方に向ける。墳丘は後円部が2段築成、前方部が1段築成。墳丘長は88メートルを測るが、これは香川県内の全古墳では第4位、香川県内の前方後円墳では第3位の規模で、高松平野では最大規模になる。墳丘周囲には盾形の基壇状施設が巡らされている。埋葬施設は明らかでないが、施設内部に据えられていた刳抜式の舟形石棺の棺身が、現在では後円部中央に露出する。石棺型式などより、築造年代は古墳時代中期初頭頃と推定される。
古墳域は2014年（平成26年）に高松市指定史跡に指定されている。

## 墳丘
墳丘の規模は次の通り。
- 古墳総長：101メートル - 墳丘周囲の盾形の基壇状施設を含めた全長。

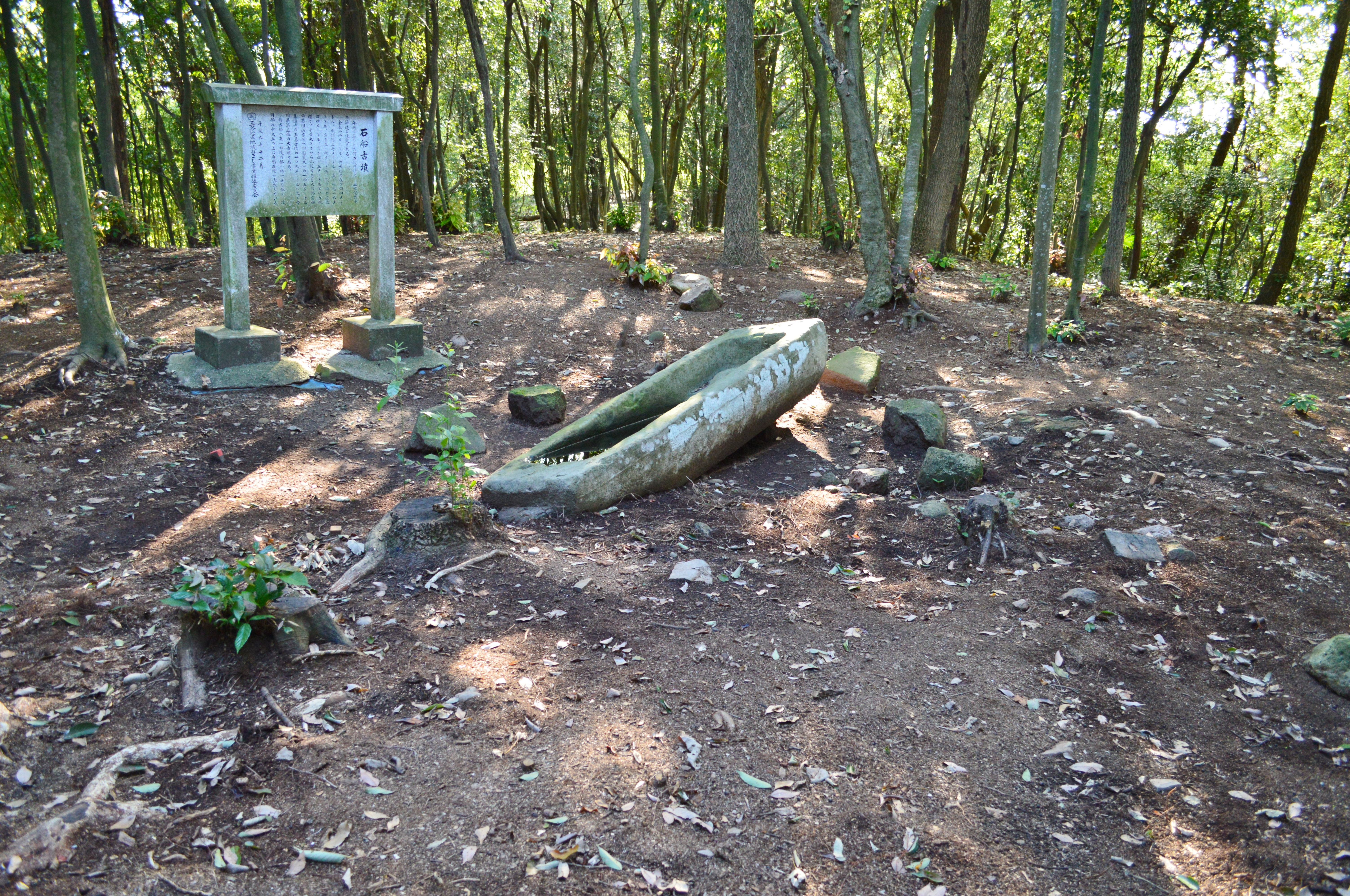
後円部墳頂 中央に石棺。
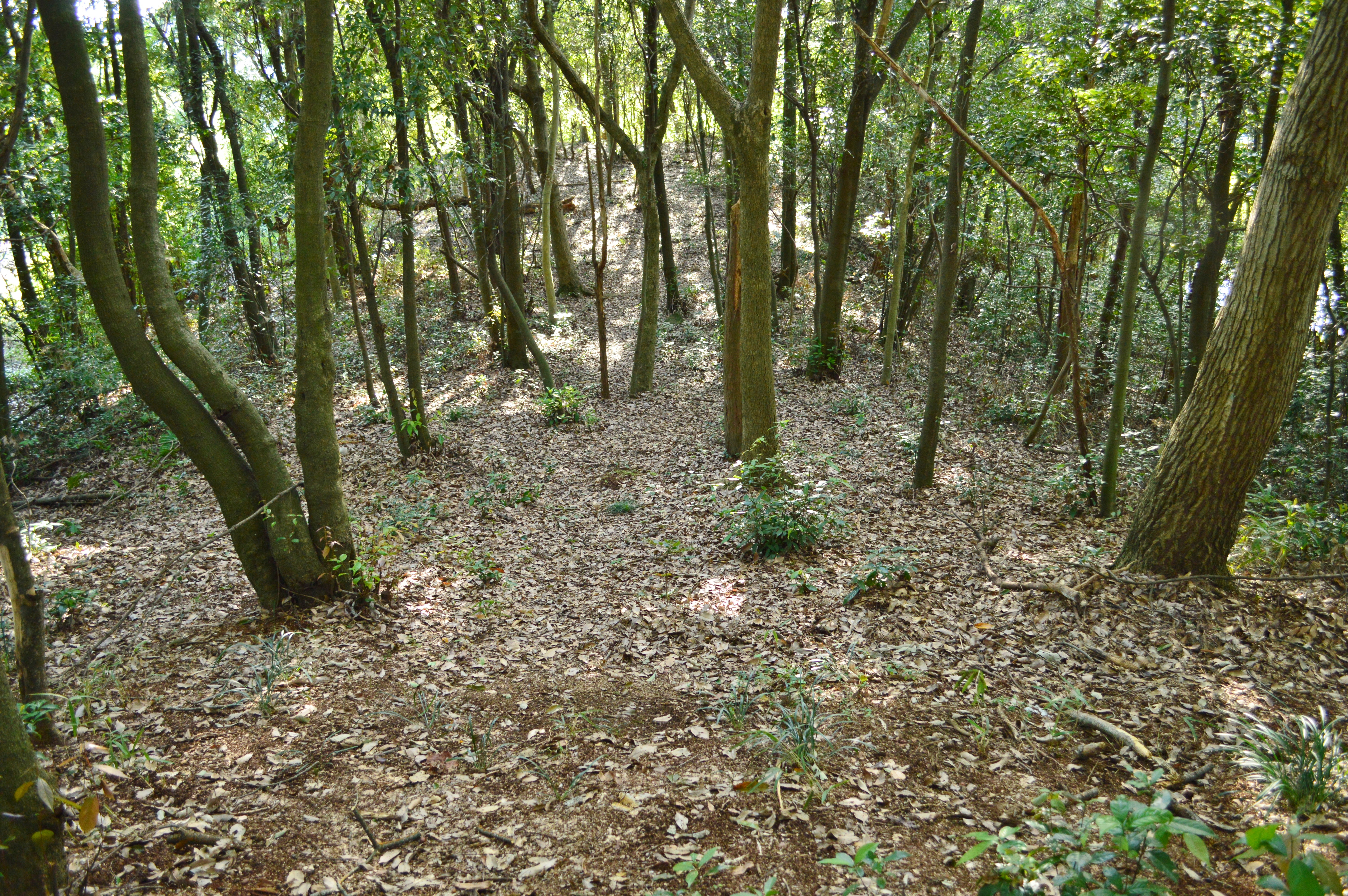
後円部から前方部を望む

- 墳丘長：88メートル
- 後円部 - 2段築成。
  - 直径：44メートル
  - 高さ：4.5メートル
- 前方部 - 1段築成。
  - 長さ：44メートル
  - 幅：27メートル
  - 高さ：3.6メートル
- くびれ部
  - 幅：20メートル

- 後円部墳頂
中央に石棺。
- 後円部から前方部を望む

## 埋葬施設

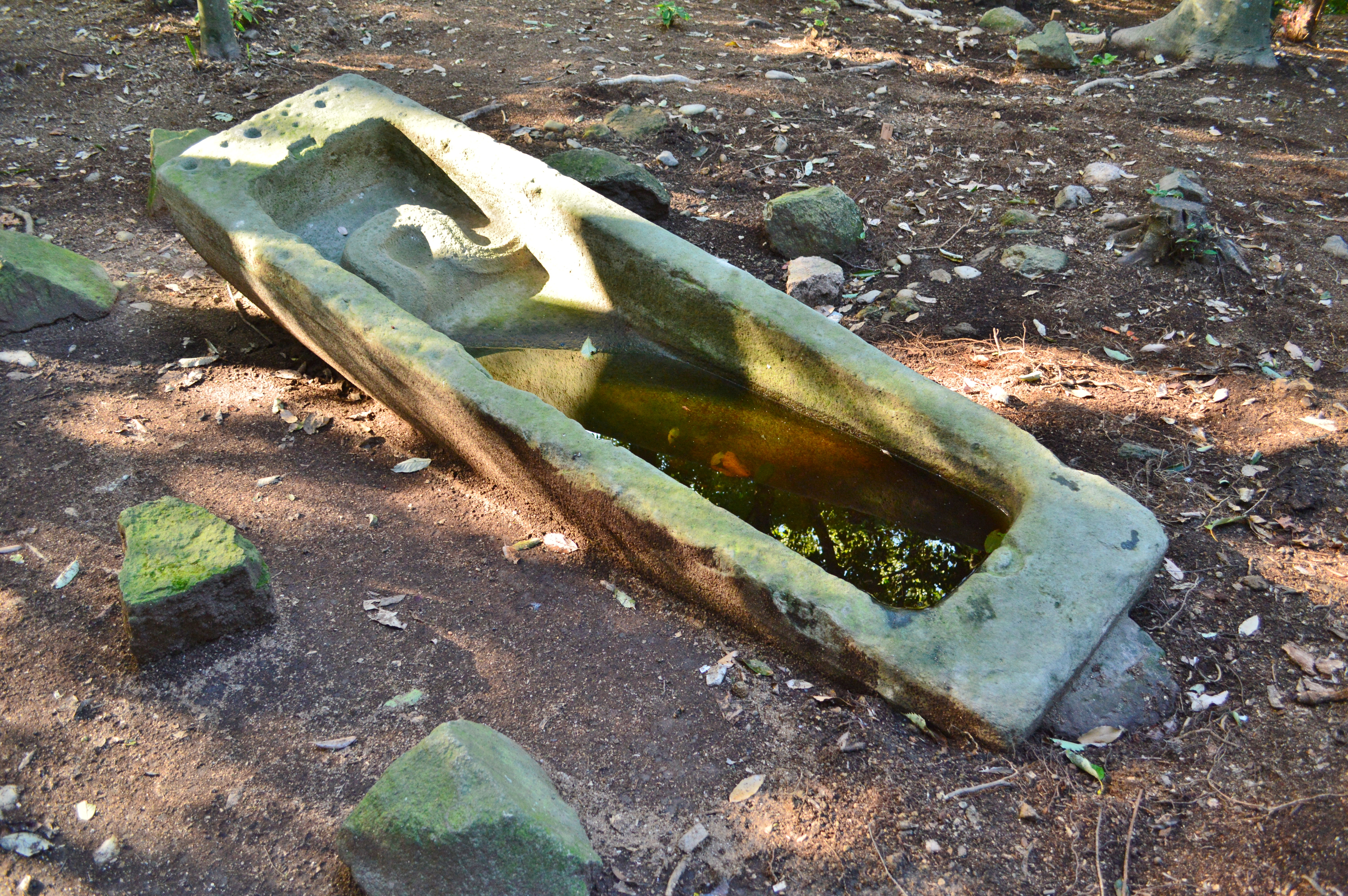
後円部の刳抜式舟形石棺

埋葬施設に関する詳細は明らかでないが、現在は後円部中央に刳抜式の舟形石棺の棺身が露出しており、施設内部にこの石棺が据えられていたことが知られる。石棺の石材は国分寺町鷲ノ山産で、長さ3メートル、幅0.76メートルを測る。石棺内面には頭位に石枕が形成され、外面には足側に縄掛突起が形成されている。

## 文化財

### 高松市指定文化財
- 史跡
  - 三谷石舟古墳 - 2014年（平成26年）3月10日指定[1]。